# Soudain... les monstres
Pour plus de détails, voir Fiche technique et Distribution.
Soudain... les monstres (The Food of the Gods) est un film américain réalisé par Bert I. Gordon, sorti en 1976.

## Synopsis
Morgan, un joueur de football professionnel et son ami Davis ont décidé de passer quelques jours de détente sur une île canadienne quasiment déserte. Rapidement, Davis disparaît mystérieusement. Morgan décide alors d’examiner les alentours et se fait attaquer par un poulet géant. S’étant sorti difficilement des ergots acérés du gigantesque volatile, notre héros fait la connaissance d’une fermière des environs qui lui fait une bien étrange révélation. En effet, la terre de l’île recèle une étrange matière oléagineuse ("la nourriture des dieux") qui, mélangée aux aliments, a la particularité de faire grandir tout animal qui l’absorbe. Morgan, comprenant vite que l’île est infestée de bêtes aux proportions inimaginables va tenter, en compagnie des autochtones, touristes et autres financiers peu scrupuleux désirant exploiter la substance extraite du sol, de survivre aux assauts des bestioles affamées devenues très agressives.

## Fiche technique
- Titre : Soudain... les monstres
- Titre original : The Food of the Gods
- Réalisation : Bert I. Gordon
- Scénario : Bert I. Gordon, d'après le roman La Nourriture des dieux, de H. G. Wells
- Production : Samuel Z. Arkoff et Bert I. Gordon
- Société de production : American International Pictures
- Musique : Elliot Kaplan
- Photographie : Reginald H. Morris
- Montage : Corky Ehlers
- Direction artistique : Graeme Murray
- Pays :  États-Unis et  Canada
- Format : Couleurs - 1,85:1 - Mono - 35 mm
- Genre : Aventure, horreur et science-fiction
- Durée : 88 minutes
- Dates de sortie :
  -  États-Unis : 18 juin 1976
  -  France : 18 mai 1977
- -12
- Affiche : Michel Landi (France)

## Distribution
- Marjoe Gortner (VF : Jean-Louis Maury) : Morgan
- Pamela Franklin (VF : Michelle Bardollet) : Lorna Scott
- Ralph Meeker (VF : Edmond Bernard) : Jack Bensington
- Jon Cypher (VF : Claude Bertrand) : Brian
- Ida Lupino : Mme Skinner
- John McLiam (VF : Claude Bertrand) : Mr Skinner
- Belinda Balaski (VF : Francine Lainé) : Rita
- Tom Stovall (VF : Bernard Murat) : Thomas
- Chuck Courtney (VF : Jacques Ferrière) : Davis
- Reg Tunnicliffe : l'attendant du ferry

## Autour du film
- Le tournage s'est déroulé à Bowen Island, en Colombie-Britannique.
- Le film, qui fait suite à Village of the Giants (1965), sera lui-même suivi par La Malédiction des rats (1989).
- Le cinéaste, qui avait déjà mis en scène des araignées géantes dans Earth vs. the Spider (1958), tournera dès l'année suivante L'Empire des fourmis géantes (1977), encore une fois adapté d'une nouvelle de l'écrivain H.G. Wells.

## Distinctions
- Nomination au prix du meilleur film d'horreur, par l'Académie des films de science-fiction, fantastique et horreur en 1977.
- Licorne d'or au Festival international de Paris du film fantastique et de science-fiction.
- Dans son livre The Golden Turkey Awards (1980), le critique Michael Medved lui décerna le prix du pire film de rongeurs.